# Винткюла
Ви́нткюла (ест. Võntküla) — село в Естонії, у волості Ляене-Ніґула повіту Ляенемаа.

## Населення
Чисельність населення на 31 грудня 2011 року становила 51 особу.

## Географія
Через населений пункт проходять автошляхи 9 (Еесмяе — Хаапсалу — Рогукюла) та 11230 (Гар'ю-Рісті — Ріґулді — Винткюла).

## Історія
До 27 жовтня 2013 року село входило до складу волості Таебла.